# 利敬國
利敬國（英語：Grant van Niekerk；1991年6月30日—），人稱「阿敬」、「國仔」、「後勁國」，是南非騎師。因其外貌酷似香港演員王祖藍，故此他有「南非王祖藍」之稱。2018/2019年度馬季開始，他轉戰香港作長期發展，直至2020年4月6日被撤銷牌照。

## 簡歷
利敬國是南非騎師，曾於2010/2011年度馬季榮膺西開普冠軍見習騎師。他於2012年2月11日正式成為騎師，並曾跟隨七屆香港冠軍騎師馬佳善學藝。他於2016年曾代表南非出爭南非國際騎師挑戰賽。他從騎以來，先後在南非攻下多項一級賽，包括：沙圈錦標 、馬略卡錦標、女皇會所錦標、冠軍盃、大都會錦標、胡拉芬頓2000錦標等。

## 在港主要策騎事跡
2018年6月8日，利敬國獲香港賽馬會牌照委員會發出馬會騎師牌照，令他得以由2018年7月16日至2019年2月17日在港上陣。
2018年9月2日，利敬國首度在沙田馬場上陣，並在馬季開鑼日首場賽事便憑策騎新任練馬師丁冠豪馬房的「勝利寶石」勝出，贏得在港首場頭馬。同日，他在尾場賽事憑策騎苗禮德馬房的「世界紀錄」再下一城，在港首天上陣便起孖。 
雖然利敬國很快在港打開勝仗，不過他在港上陣初期，一度被質疑不懂在跑馬地馬場策騎。當中他在2018年10月28日在跑馬地馬場策騎「千金一諾」期間，在接近800米處過早發力，結果座騎在他胯下以兩個馬位之差落敗，事後更被潘頓在社交網站推特揶揄他不懂控制步速。 不過，利敬國在港累積更多上陣經驗後，表現有所進步。2018年11月7日，利敬國憑策騎姚本輝馬房的「小鳥敖翔」勝出，取得個人在跑馬地馬場上陣以來的首場頭馬。
利敬國被潘頓公開批評後，反而進一步激發起他的鬥心，並多次以實際行動來作出回應。2018年11月14日，利敬國於跑馬地馬場策騎霍利時馬房的「正本雄心」，座騎在他胯下於最後直路移出外檔且衝刺凌厲，最終以鼻位之先氣走潘頓全熱門座騎「鄉村瑰寶」。 2018年11月25日，利敬國策騎苗禮德馬房的「世界紀錄」後發先至勝出，以頸位之先擊退潘頓熱門「好運多贏」。2019年1月27日，他策騎羅富全馬房的「勁無比」又以頸位之先擊敗潘頓大熱門座騎「最合拍」。2019年6月23日，他策騎約翰摩亞馬房冷門身份的「水火風」又以一放到底擊敗潘頓策騎同是約翰摩亞馬房大熱門的「志在四方」，一次又一次證明自己的騎功及盡顯實力。
利敬國在港上陣短短數月已經取得不俗成績，因此他獲香港賽馬會牌照委員會延續其在港牌照。2019年1月22日，牌照委員會同意將其馬會騎師牌照由2019年2月18日延長至2018／2019年度馬季結束為止。
2019年4月18日，利敬國於跑馬地馬場先後憑策騎何良馬房的「駿驫」及葉楚航馬房的「盛勢」勝出，全晚累積24分，個人在港首度封騎師王。
2019年6月6日，利敬國獲香港賽馬會牌照委員會發出2019-2020年度馬季全季騎師牌照，令他得以在港作長期發展。
2019年6月23日，利敬國於沙田馬場先後憑策騎「自由旺」、「奔雷」及「水火風」取勝，個人在港首度單日三捷，當中他在第三場賽事更憑策騎羅富全馬房的「奔雷」攻下三級賽精英盃，個人在港首度勝出級制賽。
2020年4月6日，利敬國突然被香港賽馬會牌照委員會撤銷馬會騎師牌照，且即時生效。馬會表示有關決定基於其個人行為相關事宜而作出，並不涉及他的誠信事宜及陣上表現。由於利敬國當天早上仍有為馬匹作晨操訓練及在接下來的賽日亦有座騎上陣，故消息傳出後令不少馬迷感到非常突然。據悉，利敬國涉及一宗家庭暴力事件而即時喪失牌照。基於利敬國是次被馬會即時及主動撤銷騎師牌照，情節較為嚴重，日後再獲發牌機會較低，故一般相信他在港策騎生涯已等同完結。2019-2020年度馬季，利敬國合共勝出37場頭馬，截至4月6日位列騎師榜第五位。他在港策騎兩季以來，累積勝出68場頭馬，其在港最後一場頭馬於2020年3月25日憑策騎羅富全馬房的「安定繁盛」取得。

## 重返南非，延續騎師生涯
其後，利敬國於2020年5月初離開香港並返回南非，6月份獲當地發出短期騎師牌照，有效期至9月18日止。期間須參加認可的情緒及壓力管理課程，完成後才會考慮簽發長期騎師牌照。6月29日，南非凱尼沃斯馬場復賽並舉行9場賽事，利敬國策五駒上陣，當中第六場一哩賽策騎ELUSIVE FORTUNE贏馬，全日取得一冠一亞一季的不俗成績，同時慶祝他本人29歲生日。
2021年5月29日，利敬國在南非基維爾馬場策騎「後衛」勝出基維爾2000錦標，相隔三年後再次在當地勝出一級賽錦標。

## 利敬國南非被判罰立即停賽，騎師抗議致賽事腰斬
2025年3月16日，在凱尼沃斯馬場高獎金賽事HSH Princess Charlene Big Cap，以過千萬港元易主的全國最佳三歲馬One Stripe作遠征前最後一戰，被捧成1.3倍一面倒大熱門，可是該駒在直路末段嚴重受阻致敗。其後當地競賽小組就該事件在同月25日召開研訊，並裁定在該賽策騎「奮鬥六號」的鞍上人利敬國需要負責，並重罰其停賽21日和罰款約21,000港元。利敬國對被重罰相當不滿，於是他在昨日德班維爾馬場第二場賽事策馬勝出，並接受訪問時公開表示，自己不認同在該賽犯錯，令他感到在南非擔任騎師工作是浪費時間，因為某些人受到偏愛，令到自己感到不公平，希望日後得到改善。然而，當地賽事管理層就利敬國的言論和行為，根據賽事條例，判罰其立即停賽，當日餘下賽事需要易配，然後再將就此事召開研訊。當利敬國被判刑即時停賽後，引來在場所有騎師抗議，當地馬會和騎師開會後，仍未達成協議，結果只好取消當日第三場及餘下賽事，另外馬會不但將就今次賽事腰斬事件召開研訊，同時下周三賽事亦暫時不會接受報名，直至與一眾騎師達成共識為止。

## 主要勝出賽事
南非
- 沙圈錦標 - (2) - Inara (2015)、蘇珊娜 (2018) [14]

- 馬略卡錦標 - (3) - Inara (2015、2016)、雪舞 (2018) [15]

- 女皇會所錦標 - (1) -  Inara (2016) [16]

- 花園省錦標 - (1) -   Inara (2016) [17]

- 冠軍盃 - (1) - 遠洋海員 (2016) [18]

- 大都會錦標 - (1) - 蘇珊娜 (2018) [19]

- 胡拉芬頓2000錦標 - (2) - 蘇珊娜 (2018)、銀達令 (2022) [20]

- 基維爾2000錦標 - (1) - 後衛 (2021) [21]

- 好望角打吡 - (1) - 後衛 (2021) [22]

- 女皇碟賽 - (1) - 黑艇 (2021) [23]

- 電腦態況短途賽 - (1) - 裡歐綺麗 (2021) [24]

- 總理冠軍錦標 - (2) - 旅人 (2021)、凱西 (2022) [25]

- 南十字錦標 - (1) -  木精靈 (2013) [26]

- 總理錦標 - (2) -  Paterfamilias (2015)、 Icy Trail (2016) [27]

- 戴雅登錦標 - (2) - Lanner Falcon (2015)、萬用店 (2018) [28]

- 政治家錦標 - (2) -  Horizon (2017)、青箭 (2018) [29]

- 西開普長途賽 - (2) -  史丹頓 (2017)、小黃 (2021) [30]

- 王權錦標 - (2) - Live Life (2017)、Gimme Dat (2022) [31]

- 誇祖魯納塔堅尼 - (1) - 後衛 (2021) [32]

- 雪蘭莪盃 - (2) - 盡全力 (2021)、凱西 (2022) [33]

- 金蹄鐵錦標 - (1) -  凱西 (2022) [34]

- 月滿盈錦標 - (1) -  Smanjemanje (2011) [35]

- 倫敦新聞錦標 - (1) - 爪皇加油 (2012) [36]

- 葛咸伯克錦標 - (1) - Francois Bernardus (2012) [37]

- 戴安娜錦標 - (2) - Hammie's Hooker (2013)、Inara (2015) [38]

- 冬季打吡 - (2) -  Gifted For Glory (2013)、青箭 (2018) [39]

- 冬季經典賽 - (1) - 遠洋海員 (2016) [40]

- 雌馬一哩賽 - (1) - Smiling Blue Eyes (2016) [41]

- 西開普夏季長途讓賽 - (2) - 史丹頓 (2017)、小黃 (2021) [42] [43]

- 主席盃 - (1) - 小黃 (2023) [44]

- 好望角幼馬錦標 - (1) - Winter Cloud  (2023) [45]

 香港
- 精英碗 - (1) -  四季旺 (2019)

- 精英盃 - (1) -  奔雷 (2019)

- 洋紫荊短途錦標 - (1) -  日日精彩 (2019)

- 沙田一哩錦標 - (1) -  協霸神駒 (2019)

## 成就
- 西開普冠軍見習騎師 - (1) - (2010/2011年度馬季)

## 在港策騎成績
| 年度        | 冠 | 亞 | 季 | 殿 | 第五 | 出賽次數 | 所贏獎金（港元） | 備註     |
| ----------- | -- | -- | -- | -- | ---- | -------- | ---------------- | -------- |
| 2018 - 2019 | 31 | 40 | 40 | 30 | 35   | 422      | $ 45,052,100     | 策騎首季 |
| 2019 - 2020 | 37 | 44 | 40 | 40 | 30   | 350      | $ 56,048,185     | 第2季    |
| 總計        | 68 | 84 | 80 | 70 | 65   | 772      |                  |          |

## 在港策騎資料
|                | 日期          | 賽事                                      | 場地 | 馬場     | 馬名     | 練馬師 | 名次 | 獨贏賠率 |
| -------------- | ------------- | ----------------------------------------- | ---- | -------- | -------- | ------ | ---- | -------- |
| 初出賽．首勝利 | 2018年9月2日  | 第四班 - 1000米                           | 草地 | 沙田馬場 | 勝利寶石 | 丁冠豪 | 1    | 4.6      |
| 級際賽初出賽   | 2018年10月1日 | 三級賽 - 1000米（國慶盃）                 | 草地 | 沙田馬場 | 發盈喜   | 蘇偉賢 | 7    | 29       |
| 級際賽首勝利   | 2019年6月23日 | 三級賽 - 1400米（精英盃）                 | 草地 | 沙田馬場 | 奔雷     | 羅富全 | 1    | 3        |
| 一級賽初出賽   | 2019年2月17日 | 一級賽 - 2000米（香港金盃）               | 草地 | 沙田馬場 | 星洲司令 | 苗禮德 | 9    | 34       |
| 一級賽首勝利   | —             | —                                         | —    | —        | —        | —      | —    | —        |
| 四歲系列初出賽 | 2019年1月27日 | 四歲系列經典賽 - 1600米（香港經典一哩賽） | 草地 | 沙田馬場 | 鴻圖巨星 | 羅富全 | 12   | 330      |
| 四歲系列首勝利 | —             | —                                         | —    | —        | —        | —      | —    | —        |

## 個人生活
雖然利敬國仍然較年輕，但他已婚並與太太育有一名兒子及一名女兒。